# Cephalopholis nigri
Cephalopholis nigri (лат.) — вид лучепёрых рыб из семейства каменных окуней (Serranidae). Распространены в восточной части Атлантического океана. Максимальная длина тела 30,5 см. Морские бентопелагические рыбы.

## Описание
Тело удлинённое, массивное, несколько сжато с боков; по бокам покрыто ктеноидной чешуёй. Высота тела меньше длины головы и укладывается 2,6—3,0 раза в стандартную длину тела (у особей длиной от 11 до 25 см). Длина головы укладывается 2,5—2,7 раза в стандартную длину тела. Межглазничное расстояние плоское. Диаметр глаза меньше длины рыла, укладывается 4,3—5,3 раза в длину головы. Предкрышка закруглённая, с зазубренными краями, нижний край мясистый. Верхний край жаберной крышки сильно выпуклый. Верхняя челюсть без чешуи, её окончание заходит за вертикаль, проходящую через задний край глаза. На верхней части первой жаберной дуге 8—10, а на нижней — 14—17 жаберных тычинок. В спинном плавнике 9 жёстких и 14—15 мягких лучей; мембраны между жёсткими лучами усечены. В анальном плавнике 3 жёстких и 8 мягких лучей. В грудных плавниках 16—18 мягких лучей. Брюшные плавники короче грудных их окончания доходят до анального отверстия. Хвостовой плавник закруглённый. Боковая линия с 45—51 чешуйками. Вдоль боковой линии 73—86 рядов чешуи, чешуи по бокам тела без дополнительных чешуек.
Тело тёмно-коричневатое, с тремя или четырьмя нечёткими тёмными полосами, которые заходят на спинной плавник; ещё две полосы расположены на хвостовом стебле. Брюхо красноватое. Бока головы с близко посаженными красноватыми пятнами, образующими сетчатый узор из тёмных линий. Брюшные и анальный плавники тёмные, с небольшими бледными пятнами. Кончики перепонок колючей части спинного плавника бледные. У молоди по всей голове и телу разбросаны красные пятна.
Максимальная длина тела 30,5 см.

## Биология
Морские бентопелагические рыбы. Обитают в прибрежных районах над песчаными и скалистыми грунтами на глубине от нуля до 100 м. Питаются мелкими рыбами и ракообразными. Протогинические гермафродиты. В начале жизненного цикла большинство особей представлено самками, затем часть взрослых рыб меняет пол и становится самцами. Самки впервые созревают при длине тела 16 см. Некоторые особи изначально являются самцами и в дальнейшем созревают как самцы.

## Ареал
Распространены в восточной части Атлантического океана от Сенегала до Анголы, включая Канарские острова и острова в Гвинейском заливе. Обнаружены в Средиземном море.